# Nothoperanema shikokianum
Nothoperanema shikokianum là một loài thực vật có mạch trong họ Dryopteridaceae. Loài này được (Makino) Ching miêu tả khoa học đầu tiên năm 1966.